# Karl Erik Ekselius
Karl Erik Stig Ekselius, född 28 december 1914 i Ålems församling i Kalmar län, död 9 augusti 1998 i Torekovs församling i Skåne län, var en svensk möbelformgivare.
Karl Erik Ekselius fick sin utbildning på 1930-talet hos Carl Malmsten samt i Tyskland. Han verkade vid J.O. Carlssons Möbelindustri (sedermera JOC Möbel AB) i Vetlanda, först som anställd och från 1961 som ägare. Inspirerad av Dansk design formgav han möbler för nämnda företag med vilka han hade sitt genombrott på H55-utställningen i Helsingborg 1955. Han blev efter hand mer internationell i sin formgivning, vilket märks i de möbler han ritat för Dag Hammarskjöldbiblioteket i New York.
Första gången var han gift 1941–1965 med posttjänstemannen, sedermera filosofie magister Inga Åselius (1918–2010, omgift med Birger Wahlström), och de fick fyra barn, däribland litteraturvetaren och journalisten Eva Ekselius (född 1942). Andra gången var han sedan gift 1981–1985 med Halina Gawron (född 1939). Han är begravd på Vetlanda skogskyrkogård.